# Оранг-аслі
Оранг-аслі (малай. Orang Asli, так само й англ. Orang Asli) — гетерогенне корінне населення й національна меншина півострівної частини Малайзії.
Термін «оранг-аслі» є колективною назвою для 18 офіційно визнаних окремих етнічних груп. Сам він має малайське походження й буквально означає «корінні люди», «споконвічні люди», «перші люди», «аборигени».
Оранг-аслі становлять лише 0,6 % всього населення Малайзії (2010), але загальна їх чисельність перевищує 160 тисяч осіб. Хоча про них, як правило, не згадують при огляді етнічної ситуації в країні, оранг-аслі становлять окрему категорію населення, подібно до малайців, китайців, індійців та корінних жителів Сабаху й Сараваку. Їх особливий статус закріплений на законодавчому рівні.
Гомогенність оранг-аслі є продуктом сприйняття їх сторонніми людьми, заснованим на культурних та ідеологічних критеріях. Насправді вони складаються з багатьох племен і народів, які ніколи не відчували себе одним цілим. Поселення оранг-аслі дисперсним чином розкидані серед основного, переважно малайського, населення країни, часто у гірських районах, або в джунглях тропічного лісу. Кожна група ідентифікує себе за конкретним географічним і екологічним простором, який вважає своєю традиційною землею. Відповідно кожна з них розглядає себе абсолютно самостійною й відмінною від інших спільнотою. Об'єднує оранг-аслі лише протиставлення трьом основним етнічним групам Півострівної Малайзії, а ще те, що всі вони перебувають на узбіччі соціального, економічного й культурного життя країни. В цьому сенсі оранг-аслі поступаються навіть корінному населенню Східної Малайзії (штати Сабах та Саравак).
Подібно до інших корінних народів світу, оранг-аслі борються за збереження своєї самобутньої культури та ідентичності, яка нерозривно скріплена фізичними, економічними, соціальними, культурними, територіальними та духовними зв'язками з їх найближчим природним середовищем.

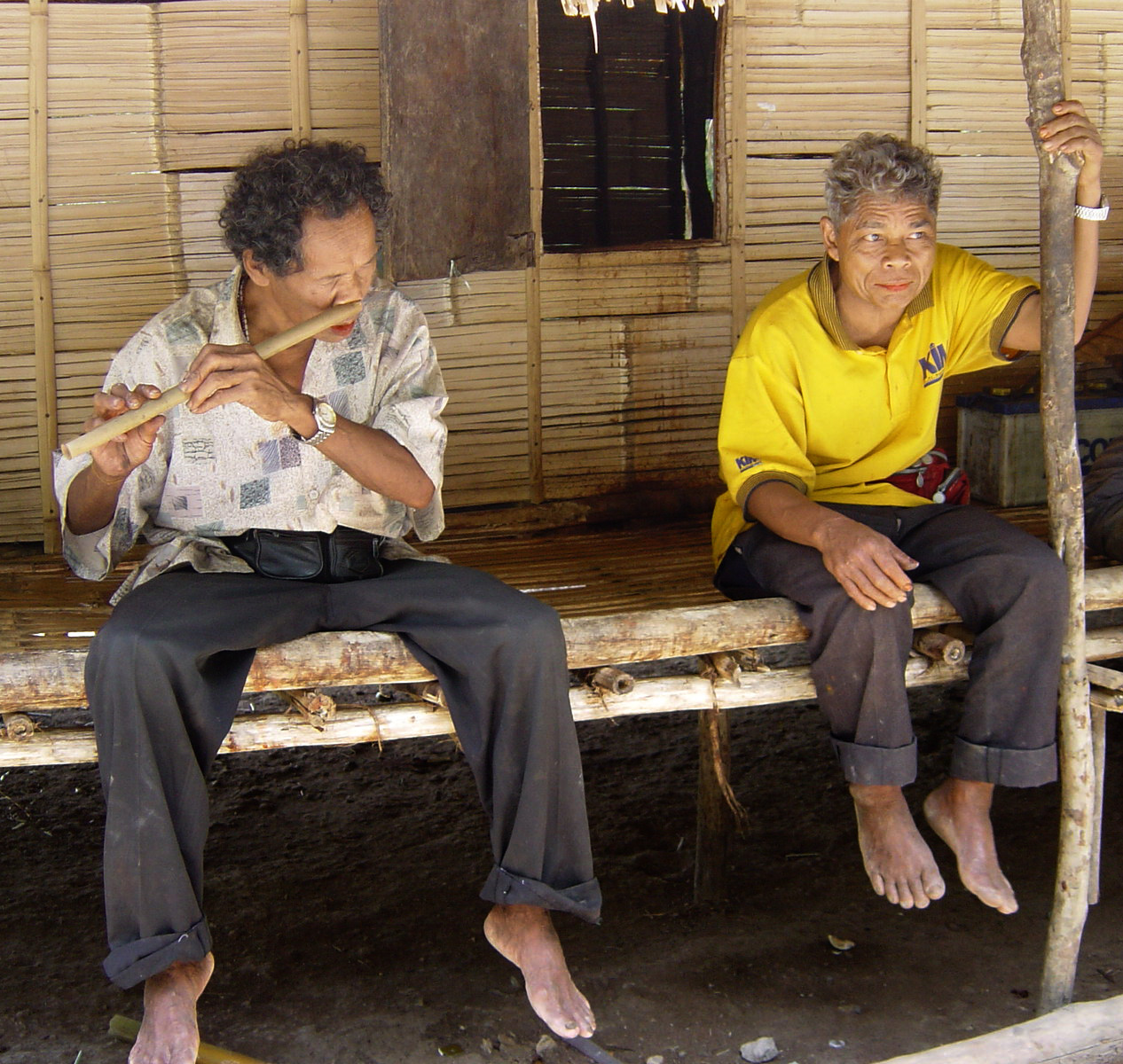

## Термін «оранг-аслі»
Термін «оранг-аслі» є відносно недавнім, він став офіційно використовуватись лише на початку 1960-х років.
Тривалий час корінне населення Півострівної Малайзії не сприймалося як окрема категорія населення, так само, як не мали такого сприйняття й самі оранг-аслі. Проте ближче до кінця існування британської колоніальної влади на Малайському півострові були спроби класифікувати певним чином ці розрізнені групи населення. Жителів південних районів часто називали джакунами (англ. Jakuns), а північних — сакаями (англ. Sakai). Згодом всі групи корінного населення стали називати сакаями або аборигенами, що є еквівалентом малайського сакаї. Термін «аборигени» (англ. Aborigines), як офіційний, з'явився в англійській версії Конституції Британської Малайї та законах країни.
Обидві ці назви негативно сприймаються оранг-аслі. Малайське «сакаї» й англійське «аборигени» несуть зневажливий відтінок, натякають на відсталість та примітивізм цих людей. Малайський термін «сакаї» є й зовсім ненависним для оранг-аслі, адже він вказує на них, як залежну, підкорену, рабську категорію населення.
На все це мало звертали уваги до початку громадянської війни в Британській Малаї в 1950-ї роках. Тоді повстанці-комуністи, прагнучи мати підтримку корінних племен, стали називати їх оранг-асал (Orang Asal), у значенні «споконвічні люди», від арабського асалі («споконвічний», «знатний», «аристократичний»). Комуністи дійсно мали підтримку з боку оранг-аслі, і уряд, намагаючись схилити на свій бік корінне населення, серед іншого, став вирішувати й питання термінології. Так народився новий, трохи модифікований у порівнянні з повстанським, термін «оранг-аслі» (Orang Asli), у тому самому значенні «споконвічні люди».
Згодом малайський термін «оранг-аслі» став офіційним. Без перекладу він став застосовуватись і англійською мовою. Прийнято, що він не має відмінюватись або змінювати свою форму у множині.
Попри своє зовнішнє походження, термін був прийнятий і самими корінними народами, що стало результатом його офіційного використання.

## Поділ на групи та племена
Для зручності адміністрування Департамент аборигенів, уповноважений вирішувати питання оранг-аслі ще за часи британського правління, розробив класифікацію корінних племен на основі їх фізичних ознак, лінгвістичної спорідненості, культурної практики і географічного розселення. Було виділено 18 етнічних груп, поділених на 3 основні категорії, по 6 етнічних груп у кожній: негритоси (англ. Negritos), сеної (англ. Senoi) й аборигенні малайці (англ. Aboriginal Malays).
За основу була взята класична тричленна схема поділу корінного населення Малайського півострова за фізіологічними і культурно-господарськими ознаками, яка застосовувалась у часи британського колоніального правління: негритоси (низькорослі темношкірі кочові мисливці-збирачі з кучерявим волоссям), сеної (вищі за негритосів, зі світлішою шкірою й хвилястим волоссям люди, які займалися підсічно-вогневим землеробством і періодично змінювали своє місце проживання) та аборигенні малайці (смагляві, нормального зросту, з прямим волоссям, осілі землероби). Цей поділ не претендує на науковість, і легко можна виявити його хиби практично за будь-якою з ознак, проте він діє на офіційному рівні.
Така класифікація була лише адміністративним рішенням. Цього було недостатньо, щоб виробити спільну ідентичність серед різних груп оранг-аслі. У реальному житті кожне плем'я має власну мову й культуру, відчуває себе спільнотою, відмінною від інших. Лише з плином часу корінні народи стали ототожнювати себе зі спільною назвою «оранг-аслі», вони несвідомо прийняли цей офіційний етнічний маркер, щоб диференціювати себе від домінуючого населення країни, від «інших». Така самоідентифікація була обумовлена необхідністю відстоювати свою особисту й колективну ідентичність у боротьбі проти влади «чужих», зокрема, й держави. Ідентичність «оранг-аслі» для них означає їх «тубільність», належність до корінного населення країни.
У той же час ніколи оранг-аслі не асоціюють себе з категоріями «негритоси», «сеної» та «аборигенні малайці».

### Негритоси
Негритоси (малай. Orang Negrito), або семанги (англ. Semang, малай. Orang Semang) включають племена кенсіу, кінтак, джегай, ланог, мендрік і батек. Вони живуть переважно в північних районах країни. Негритоси вважаються найдавнішим населенням Малайського півострова. Як випливає вже з їхньої назви (іспанською негріто означає «маленькі негри»), це люди низького зросту (1,5 метри, а то й менше), темношкірі (колір варіюється від кольору темної міді до чорного), з кучерявим волоссям, широкими носами, круглими очима і низькими вилицями. Фізично вони схожі на корінних жителів Андаманських островів, племена аета на Філіппінах, меланезійців Океанії та корінних тасманійців, які вже вимерли.
З прадавніх часів негритоси вели кочовий спосіб життя, використовуючи багаті природні ресурси країни. Їх традиційний спосіб життя лісових мисливців-збирачів уважається найпримітивнішим серед усіх груп корінного населення. Тепер значна частина негритосів живе в постійних поселеннях, але періодично вони вирушають до лісу на полювання або збирання врожаю лісових фруктів. Частину лісових продуктів, зокрема ротанґ і алойне дерево, вони збирають на продаж. Такий спосіб життя спричинює той факт, що семангів часто вважають кочівниками й економічно найвідсталішою групою оранг-аслі.
Досі негритоси дотримуються анімістичних вірувань, вважають, що всі природні об'єкти мають душі. Їхні шамани виступають посередниками між видимим світом людей і невидимим світом духів. Вони практикують магію, щоб передбачати майбутнє, лікувати хвороби. Спеціальні обряди супроводжують всі важливі в їхньому житті події.
Семанги розмовляють мовами аслійської гілки мон-кхмерських мов. Більшість із них належить до північно-аслійської групи, лише мова ланогів — до центрально-аслійської.
Негритоські племена оранг-аслі:
| Назва племені                           | Традиційне заняття (до 1950 р.)                                   | Райони розселення      | Гілка аслійських мов |
| --------------------------------------- | ----------------------------------------------------------------- | ---------------------- | -------------------- |
| Кенсиви (кенсіу, малай. Suku Kensiu)    | Збиральництво-мисливство, торгівля                                | штат Кедах             | Північна             |
| Кінтаки (кінтак, малай. Suku Kintak)    | Збиральництво-мисливство, торгівля                                | штат Перак             | Північна             |
| Ланоги (ланог, малай. Suku Lanoh)       | Збиральництво-мисливство, торгівля, підсічно-вогневе землеробство | штат Перак             | Центральна           |
| Джегаї (джегай, малай. Suku Jahai)      | Збиральництво-мисливство, торгівля                                | штати Перак, Келантан  | Північна             |
| Мендрики (мендрік, малай. Suku Mendriq) | Підсічно-вогневе землеробство, збиральництво-мисливство           | штат Келантан          | Північна             |
| Батеки (батек, малай. Suku Bateq)       | Збиральництво-мисливство, торгівля                                | штати Келантан, Паханг | Північна             |

### Сеної
Сеної (малай. Orang-orang Senoi) є найбільшим підрозділом оранг-аслі, становлячи близько 54 % їх чисельності. До цієї групи належить 6 племен: темьяр, семай, семок-бері, джагут, магмері і чевонг. Вони живуть переважно в центральній і північній частині півострова Малакка, їх села розкидані на території штатів Перак, Келантан і Паханг, головним чином на схилах гір Титівангса (малай. Banjaran Titiwangsa), які з півночі на південь проходять серединою півострова. Магмерійці розселені на узбережжі Малакської протоки.
Фізично сеної відрізняються від негритосів вищим зростом, набагато світлішим кольором шкіри, хвилястим волоссям, вони мають також схожі з монголоїдами фізичні ознаки. Говорять аслійськими мовами. Як вважають, вони є результатом змішування негритосів з мігрантами з Індокитаю.
Термін «сеної» походить від слів sen-oi і seng-oi, що означає «люди» відповідно семайською і темьярською мовами.
Традиційна економіка сеноїв базувалася на лісових ресурсах, вони займалися полюванням, рибальством, збиральництвом і підсічно-вогневим землеробством. Контактуючи з малайськими державами і Сіамом, сеної брали участь і в торгівлі, були головними постачальниками продукції джунглів в регіоні. Тепер більшість з них працює в аграрному секторі, має власні господарства з вирощування каучуку, олійної пальми або какао. Частина працює за наймом; серед сеноїв є працівники різної кваліфікації від некваліфікованих робочих до професіоналів.
У повсякденному житті сеної дотримуються норм традиційного права. Їх система вірувань заснована на вірі в існування вищої надприродної сили, відповідальної за створення світу і всього, що його населяє. Сенойські шамани здатні спілкуватися з надприродними істотами, за сприяння яких зцілюють своїх людей від хвороб, захищають їх від видимих і невидимих загроз. Ще з часів колоніальної доби серед лісових мешканців почали діяти місіонери світових релігій, і зараз серед сенойських племен є прибічники ісламу, християнства, бахаїзму.
Сенойські племена оранг-аслі:
| Назва племені                                      | Традиційне заняття (до 1950 р.)                                     | Райони розселення             | Гілка аслійських мов |
| -------------------------------------------------- | ------------------------------------------------------------------- | ----------------------------- | -------------------- |
| Темьяри (темьяр, малай. Suku Temiar)               | Підсічно-вогневе землеробство, торгівля                             | штати Перак, Келантан         | Центральна           |
| Семаї (семай, малай. Suku Semai)                   | Підсічно-вогневе землеробство, торгівля                             | штати Перак, Паханг, Селангор | Центральна           |
| Семок-берійці (семок-бері, малай. Suku Semoq Beri) | Підсічно-вогневе землеробство, збиральництво- мисливство            | штати Теренгану, Паханг       | Південна             |
| Джагути (оранг-джагут, малай. Orang Jah Hut)       | Підсічно-вогневе землеробство, торгівля                             | штат Паханг                   | Центральна           |
| Магмерійці (магмері, малай. Mah Meri)              | Підсічно-вогневе землеробство, рибальство, збиральництво-мисливство | штат Селангор                 | Південна             |
| Чевонги (чевонг, малай. Suku Che Wong)             | Збиральництво-мисливство, підсічно-вогневе землеробство             | штат Паханг                   | Південна             |

### Аборигенні малайці
Прото-малайці (англ. Proto Malay, малай. Melayu Proto), або аборигенні малайці (малай. Melayu Asli), є другою за чисельністю групою оранг-аслі, їх доля становить близько 43 %. Вони складаються з шести окремих племен: джакун, темуан, семелай, куала, канак і селетар. У колоніальні часи всіх їх називали джакунами. Живуть переважно в південній половині півострова — в штатах Селангор, Негері-Сембілан, Паханг і Джохор. Більшість населених пунктів аборигенних малайців розташовані поблизу міст або утворюють в їх складі окремі квартали.
Їх звичаї, культура та мови дуже схожі з малайськими. Схожі вони з малайцями й зовні, мають смаглявий колір шкіри, пряме волосся і складку епікантуса. Сьогодні аборигенні малайці — це міцно осілі народи, переважно постійно зайняті в сільському господарстві. Ті, що живуть на берегах річок чи на морському узбережжі займаються рибальством. Багато з них також працює за наймом, є й такі, що займаються підприємницькою діяльністю або працюють професійними спеціалістами.
Група об'єднує дуже різні народи. Темуани, наприклад, мають давні традиції землеробства. Куали й селетари, які живуть біля моря, займаються переважно рибальством і збиранням морепродуктів. Семелаї відрізняються від решти народів за мовою.
Найпростіший, здавалося б, спосіб відрізнити аборигенних малайців від просто малайців, це вказати, що вони не є мусульманами. Проте куали прийняли іслам ще до незалежності Малайзії. Різниця полягає в походженні цих груп. В Індонезії та Малайзії поширена теорія про існування двох гілок австронезійських народів: прото-малайців і дейтеро-малайців. За цією теорією, прото-малайці заселили острови Зондського архіпелагу приблизно 2500 років тому. Міграцію дейтеро-малайців відносять до пізніших часів, більше 1500 років тому. Вони змішалися з прото-малайцями, які вже жили тут, а також з сіамцями, яванцями, суматранцями, індійцями, тайцями, арабськими й китайськими торговцями, внаслідок чого сформувалися сучасні малайці Малайського півострова. Хоча ця теорія й не знайшла наукового підґрунтя, вона є визначальною в ставленні малайців до племен, яких вони називають прото-малайцями.
Деякі з племен аборигенних малайців, зокрема канаків і куалів, важко зараховувати до корінного населення Малайського півострова, адже вони прибули сюди лише в останні декілька століть, пізніше за малайців. Більшість куалів і зараз живе на східному узбережжі Суматри в Індонезії, де вони відомі під назвою дуано.
Мови прото-малайців належать до малайської групи, фактично це архаїчні діалекти малайської. Виняток становить лише мова семелаїв, вона є однією з аслійських мов, так само, як і мови сеноїв та семангів.
Племена аборигенних малайців:
| Назва племені                                  | Традиційне заняття (до 1950 р.)         | Райони розселення                               | Мовна належність              |
| ---------------------------------------------- | --------------------------------------- | ----------------------------------------------- | ----------------------------- |
| Джакуни (джакун, малай. Suku Jakun)            | Землеробство, торгівля                  | штати Паханг, Джохор                            | Малайська група               |
| Темуани (темуан, малай. Suku Temuan)           | Землеробство, торгівля                  | штати Паханг, Селангор, Негері-Сембілан, Мелака | Малайська група               |
| Семелаї (семелай, малай. Suku Semelai)         | Підсічно-вогневе землеробство, торгівля | штати Паханг, Негері-Сембілан                   | Південна гілка аслійських мов |
| Куали (оранг-куала, малай. Orang Kuala)        | Рибальство, праця за наймом             | штат Джохор                                     | Малайська група               |
| Канаки (оранг-канак, малай. Orang Kanaq)       | Землеробство, торгівля                  | штат Джохор                                     | Малайська група               |
| Селетари (оранг-селетар, малай. Orang Seletar) | Рибальство, збиральництво-мисливство    | штат Джохор                                     | Малайська група               |

## Демографія
Малайці становлять трохи більше 50 % населення Малайзії, далі йдуть китайці (24 %), індійці (7 %) і тубільці Сабаху і Сараваку (11 %), доля ж оранг-аслі становить лише 0,7 %.
У той же час чисельність оранг-аслі неухильно зростає протягом багатьох років. У період з 1947 по 1997 рік середній показник зростання становив у середньому 4 % на рік. Багато в чому це пов'язано із загальним поліпшенням якості життя корінного населення.
Динаміка чисельності оранг-аслі:
| Рік         | 1891  | 1901   | 1911   | 1921   | 1931   | 1947   | 1957   | 1970   | 1980   | 1991   | 2000    | 2010    |
| Чисельність | 9 624 | 17 259 | 30 065 | 32 448 | 31 852 | 34 737 | 41 360 | 53 379 | 65 992 | 98 494 | 132 786 | 160 993 |

Розподіл оранг-аслі за штатами (2010)
Більше половини оранг-аслі проживає в штатах Паханг і Перак, далі за чисельністю корінних жителів ідуть штати Келантан, Селангор, Джохор і Негері-Сембілан. У штатах Перліс і Пенанг оранг-аслі не є корінним населенням. Наявність їх там свідчить про рухливість оранг-аслі, в пошуках роботи вони прибувають у промислові райони країни.
Розподіл племен оранг-аслі за штатами (1996, перепис JHEOA):
|                    | Кедах | Перак  | Келантан | Теренгану | Паханг | Селангор | Негері-Сембілан | Мелака | Джохор | Всього |
| ------------------ | ----- | ------ | -------- | --------- | ------ | -------- | --------------- | ------ | ------ | ------ |
| Негритоси          |       |        |          |           |        |          |                 |        |        |        |
| Кенсиви            | 180   | 30     | 14       |           |        |          |                 |        |        | 224    |
| Кінтаки            |       | 227    | 8        |           |        |          |                 |        |        | 235    |
| Ланоги             |       | 359    |          |           |        |          |                 |        |        | 359    |
| Джегаї             |       | 740    | 309      |           |        |          |                 |        |        | 1 049  |
| Мендрики           |       |        | 131      |           | 14     |          |                 |        |        | 145    |
| Батеки             |       |        | 247      | 55        | 658    |          |                 |        |        | 960    |
| Сеної              |       |        |          |           |        |          |                 |        |        |        |
| Темьяри            |       | 8 779  | 5 994    |           | 116    | 227      | 6               |        |        | 15 122 |
| Семаї              |       | 16 299 | 91       |           | 9 040  | 619      |                 |        |        | 26 049 |
| Семок-берійці      |       |        |          | 451       | 2 037  |          |                 |        |        | 2 488  |
| Джагути            |       |        |          |           | 3 150  | 38       | 5               |        |        | 3 193  |
| Магмерійці         |       |        |          |           |        | 2 162    | 12              | 7      | 4      | 2 185  |
| Чевонги            |       | 4      |          |           | 381    | 12       |                 |        | 6      | 403    |
| Аборигенні малайці |       |        |          |           |        |          |                 |        |        |        |
| Джакуни            |       |        |          |           | 13 113 | 157      | 14              |        | 3 353  | 16 637 |
| Темуани            |       |        |          |           | 2 741  | 7 107    | 4 691           | 818    | 663    | 16 020 |
| Семелаї            |       |        |          |           | 2 491  | 135      | 1 460           | 6      | 11     | 4 103  |
| Куали              |       |        |          |           |        | 10       |                 |        | 2 482  | 2 492  |
| Канаки             |       |        |          |           |        |          |                 |        | 64     | 64     |
| Селетари           |       |        |          |           |        | 5        |                 |        | 796    | 801    |
| Разом              | 180   | 26 438 | 6 794    | 506       | 33 741 | 10 472   | 6 188           | 831    | 7 379  | 92 529 |

Чисельність оранг-аслі за даними перепису 2006 року, становила 141 230 осіб. З них 36,9 % проживало у віддалених селах, 62,4 % — на околицях малайських сіл і 0,7 % — у містах та приміській зоні. Таким чином, більшість корінного населення є сільськими жителями. Частина їх здійснює систематичні поїздки між рідними селами і містами, де вони працюють. Оранг-аслі не виявляють особливого бажання постійно оселятися в містах через високу, як для них, вартість життя. До того ж вони відчувають свою недоречність в міських громадах через відмінності в показниках освіти та соціально-економічного статусу, а також через мовний і расовий бар'єри.
Розташування сіл оранг-аслі значною мірою обумовлює їх доступність і, відповідно, рівень державної допомоги, який вони отримують, а також участь корінних жителів в економічному житті країни та рівень їх доходів. Як результат, жителі сіл, розташованих в різних районах,  різняться за рівнем життя.
Оранг-аслі є найбіднішою спільнотою в Малайзії. За даними Департаменту статистики Малайзії, у 2009 році 50 % корінних жителів Півострівної Малайзії за рівнем доходів перебували нижче рівня бідності, в порівнянні з 3,8 % в цілому по країні. 35,2 % класифікувалися як такі, що живуть в умовах надзвичайної бідності, в порівнянні з 1,4 % в національному масштабі.
Національний рівень дитячої смертності в Малайзії 2010 року становив 8,9 дітей на 1000 новонароджених, але у оранг-аслі цей паказник сягав максимуму: 51,7 дітей на 1000 новонароджених . Середня тривалість життя для оранг-аслі становила 53 років проти 73 років у середньому по країні.
Зміни в розподілі оранг-аслі за релігією (за даними JHEOA і Департаменту статистики Малайзії):
|            | 1974 | 1980 | 1991 | 1997 |
| Анімісти   | 89 % | 86 % | 71 % | 77 % |
| Мусульмани | 5 %  | 5 %  | 11 % | 16 % |
| Християни  | 3 %  | 4 %  | 5 %  | 6 %  |
| Інші       | 3 %  | 4 %  | 12 % | 2 %  |

Найбільшою доля мусульман серед оранг-аслі, за даними 1997 року, була в штатах Джохор (46,3 %), Кедах (51,9 %) і Теренгану (100 %). У шатах Негері-Сембілан і Паханг вона становила лише 9,2 % і 8,5 % відповідно.

## Мови
Оранг-аслі говорять різними мовами, які належать до австроазійської та австронезійської мовних сімей. Північні групи (сеної та семанги) розмовляють мовами, які об'єднуються в окрему аслійську групу австроазійської сім'ї. За мовною ознакою ці народи виявляють історичні зв'язки з корінним населенням М'янми, Таїланду та Індокитаю. Мови прото-малайців, за винятком семелаїв і темоків (англ. Temoq), є дуже близькими до стандартної малайської мови, вони належать до австронезійської сім'ї. Семелаї та темоки говорять австроазійськими мовами, останні не виділяються в Малайзії як окремий народ.
Згідно даних Джефрі Бенджаміна (англ. Geoffrey Benjamin, 2012), провідного спеціаліста з вивчення аслійських мов, та проєкту Ethnologue: Languages of the World (20th edition, 2017) класифікація мов 18 племен оранг-аслі Півострівної Малайзії виглядає так:
- Австроазійські мови[12]
  - Мон-кхмерські мови
    - Аслійські мови
      - Північна група
        - Західна підгрупа
          - Кенсивська мова (Kensiu, код ISO-3: kns)
          - Кінтацька мова (Kintaq, код ISO: knq)

        - Східна підгрупа
          - Джегайська мова (Jehai, код ISO-3: jhi)
          - Мендрицька мова (Minriq, код ISO-3: mnq)

        - Батецька підгрупа
          - Батецька мова (Batek, код ISO-3: btq)

        - Чевонзька підгрупа
          - Чевонзька мова (Cheq Wong, код ISO-3: cwg)

      - Центральна група
        - Ланозька підгрупа
          - Ланозька мова (Lanoh, код ISO-3: lnh)

        - Темьярська підгрупа
          - Темьярська мова (Temiar, код ISO-3: tea)

        - Семайська підгрупа
          - Семайська мова (Semai, код ISO-3: sea)

      - Джагутська група
        - Джагутська підгрупа
          - Джагутська мова (Jah Hut, код ISO-3: jah)

      - Південна група
        - Магмерійська підгрупа
          - Магмерійська мова (Mah Meri, код ISO-3: mhe)

        - Семокберійська підгрупа
          - Семокберійська мова (Semaq Beri, код ISO-3: szc)

        - Семелайська підгрупа
          - Семелайська мова (Semelai, код ISO-3: sza)
- Австронезійські мови[13]
  - Малайсько-полінезійські мови
    - Малайсько-чамські мови
      - Малайські мови
        - Малайська макромова
          - Джакунська мова (Jakun, код ISO-3: jak)
          - Дуанська мова (Duano, код ISO-3: dup)
          - Канацька мова (Orang Kanaq, код ISO-3: orn)
          - Селетарська мова (Orang Seletar, код ISO-3: ors)
          - Темуанська мова (Temuan, код ISO-3: tmw)

Вивчення мов оранг-аслі розпочалось на початку 20-го століття, але до 1960-х років професійних досліджень було дуже мало. Кількість матеріалів стала значно збільшуватись на початку 1990-х років, коли інтенсивно стали проводиться польові дослідження. Проте й досі ці мови залишаються чимось таємничим.
Існує загроза зникнення окремих мов оранг-аслі.
Майже всі оранг-аслі тепер є двомовними; крім рідної, вони говорять також малайською, національною мовою Малайзії. Чимраз більше і більше їх вміє читати і писати, зрозуміло, малайською. До цього додається інформаційний і технічний вплив, також малайською. Малайська поступово витісняє рідні мови, зводячи їх сферу використання до домашнього побутового рівня. Найбільшою є загроза для південно-аслійських мов. Ці мови містять найбільше малайських запозичень, а їх носії швидше за інших переходять на малайську.
Впливають на стан мов оранг-аслі також безпосередні контакти між їх носіями. Роль lingua franca у цих контактах зазвичай виконують семайська або темьярська мови, тому їх позиції виглядають доволі міцними. Стабільним лишається також стан північних аслійських мов. Кочові групи населення, що розмовляють ними, мало контактують з малайцями, і, хоча ці популяції є невеликими, їх мовам не загрожує зникання. Сьогодні до категорії мов, що зникають, належить ланозька мова, серед інших в найбільшій небезпеці перебуває магмерійська мова.
Радіомовлення мовами оранг-аслі розпочалося в 1959 році. Зараз канал Asyik FM на Радіо Малайзії (Radio Malaysia) здійснює щоденне мовлення семайською, темьярською, темуанською та джакунською мовами з 8-ї години ранку до 11-ї години вечора. Канал також доступний через Інтернет . У минулому іноді транслювалися передачі й іншими аслійськими мовами, зокрема магмерійською, але вони припинилися. Диктори Asyik FM, говорячи рідними мовами, вживають значну кількість малайських слів, особливо у випусках новин. Часто їх мова перемішується фразами з різних мов оранг-аслі.
Мови оранг-аслі в Малайзії не мають офіційного статусу. Жодна з них не має письмової літератури. Проте деякі бахаїсти та християнські місіонери, а також автори бюлетенів JAKOA створюють друковані матеріали аслійськими мовами. Оранг-аслі цінують грамотність, але вони навряд чи зможуть підтримувати писемність рідною мовою, спираючись на малайську або англійську писемність. Приватні тексти, записані дикторами радіо, базуються на малайській та англійській писемності і носять аматорський характер. Автори стикаються при цьому з проблемами транскрипції та орфографії, відчувається вплив штампів, характерних для стандартної малайської мови. Новим явищем є поява повідомлень мовами оранг-аслі, які поширюються їх носіями, зокрема, при використанні мобільних телефонів. На жаль, через побоювання у втручання в особисте життя, більшість із них не вдається побачити стороннім. Ще однією подією в розвиткові мов корінного населення став вихід окремих записів поп-музики мовами оранг-аслі, які можна почути на Asyik FM.
У деяких штатах Малайзії робляться спроби введення мов оранг-аслі до навчального процесу початкової школи. Причина зацікавленості держави у розвитку мов корінного населення полягає в нерегулярній відвідуваності шкіл дітьми оранг-аслі, що залишається проблемою для малайзійської системи освіти. Але поки ще ці спроби не принесли успіху, адже самі мови не були достатньо досліджені, і для них не була розроблена якісна орфографія.

## Історія
Малайська історія півострова Малакка почалася лише близько 600 років тому, коли сюди прибули малайські мігранти із Суматри, а торговими шляхами із заходу прийшла мусульманська релігія. До цього протягом чотирьохсот або й більше століть історія цієї країни була суто історією оранг-аслі. Весь цей період є масштабним і складним переплетінням численних подій, на жаль, поки дуже мало досліджених.

### Першопоселенці
Найбільш ранні сліди сучасної людини на Малайському півострові датуються археологами періодом близько 75 000 років тому. Наступні, чисельніші свідчення проживання давніх людей на півночі півострова були залишені приблизно 40 000 років тому. Клімат і географія Південно-Східної Азії в ті часи сильно відрізнялися від сучасних. У льодовикові періоди рівень моря був значно нижчим, морське дно між островами Зондського архіпелагу було тоді суходолом, і Азійський материк поширювався на нинішні Суматру, Яву, Балі, Калімантан, Палаван, утворюючи так званий Сундаленд. Давні люди вільно пересувалися цими землями в пошуках нових природних ресурсів.
Близько 10 000 років тому розпочалось потепління, льодовики стали танути, а рівень моря підніматися. Приблизно 8 000 років тому утворився Малайський півострів. Тут залишилися жити деякі групи давнього населення. Припускають, що вони були предками нинішніх семангів. Недавні генетичні дослідження дійсно визначають їх як реліктову групу населення, що є потомками перших мігрантів, які прийшли з Африки ще 44-63 тис. років тому. Це однак не означає, що вони збереглися до наших днів у первісному вигляді. За тисячі років вони зазнали місцевої еволюції. Так жителі Малайського півострова доби голоцену були вищими за сучасних семангів і не належали до негритоської раси. Останні дослідження засвідчили також генетичні відмінності між семангами та іншими негритосами: корінними жителями Андаманських та Філіппінських островів. Інші групи оранг-аслі, можливо, також мають серед своїх предків першопоселенців Малайського півострова.
Приблизно 6000—6500 років тому кліматичні умови стабілізувалися. Цей період відзначений появою неоліту на Малайському півострові, який пов'язують з археологічною культурою Хоа-Бінь. На Малайський півострів прибувають нові групи населення, генетично пов'язані з населенням Таїланду, Камбоджі та В'єтнаму. Мігранти принесли нові технології, якісніші знаряддя праці, кераміку. На півострові виникає підсічно-вогневе землеробство. Традиційно цих мігрантів пов'язують з предками сеноїв, але генетичні дослідження дозволяють припустити, що приток нового населення був невеликим, а мігранти змішувалися з місцевими жителями.

Розселення основних груп оранг-аслі на різних етапах заселення Малайського півострова

За даними глотохронології, поява носіїв аслійських мов на Малайському півострові приблизно датується часами 3800—3700 років тому. Ці дати добре узгоджуються з поширенням на півострові керамічної традиції Пан-Као (англ. Ban Kao) з центрального Таїланду. Протягом 2800—2400 років тому відбувається диференціація північних, центральних і південних аслійських мов. Невідомо, якими мовами раніше говорило місцеве населення, але воно також перейшло на аслійські мови.

### Рання історія
Окремі групи носіїв австронезійських мов почали прибувати на Малайський півострів, ймовірно з Калімантану і Суматри, в I тис. до Р. Х. На думку лінгвістів, вони говорили якоюсь ранньою (не малайською) малайсько-полінезійською мовою. Ці племена прото-малайців оселялися переважно невеликими, географічно розділеними між собою групами на морському узбережжі та вздовж річок, тоді як внутрішні лісові райони цілком залишилися за місцевим населенням. Кожна група прото-малайців розвивала свій локальний характер, адаптуючись до конкретних місцевих умов. Найбільше контактували з новими групами населення південні асліяни. Існує думка, що предки джакунів та темуанів, які тепер розмовляють мовами малайської групи, в минулому були носіями аслійських мов.
Також у I тис. до Р. Х. в Південно-Східній Азії відбувається становлення морських торгових шляхів, які пов'язали регіон з іншими країнами світу. Торговці з Індії, Китаю, цивілізації монів, що розташовувалась на території сучасної М'янми, а згодом ще й із кхмерської держави Ангкор прибували на півострів за місцевими продуктами. Приблизно з 500 р. до Р. Х., на західному узбережжі Малайського півострова та по обидва боки від перешийка Кра торговці засновували свої поселення, деякі з яких згодом виросли у великі торгові порти. Важливим центром міжнародної торгівлі стає зокрема Кедах.
Так, ще задовго до появи малайців, оранг-аслі стають частиною світової економіки. Вони були постачальниками різноманітних екзотичних та інших товарів із внутрішніх районів країни, серед яких олово, каучук, камфора, ротанґ, віск, ароматична деревина, роги носорогів, бивні слонів, панцири черепах, пір'я екзотичних птахів тощо. Свої продукти місцеві жителі вимінювали на сіль, рис, тканини, залізні знаряддя, намиста.

### Поява малайців
Малайці вперше з'являються на Малайському півострові лише в XIV столітті. Вони прибули в район Малакки зі своєю вже встановленою політичною системою. На той час тут мешкали групи оранг-аслі, які також вже мали власну політичну організацію. Парамешвара (малай. Parameswara), перший правитель держави Малакка, налагодив зв'язки з місцевими оранг-лаутами і шляхом розсудливих шлюбів включив їх лідерів до політичної ієрархії своєї країни. Злиття малайської верхівки з правлячою елітою оранг-аслі відбувалося й у інших регіонах півострова, зокрема на території нинішніх штатів Малакка, Негері-Сембілан, Паханг, Джогор, Перак. Особливо міцними були позиції місцевих правителів у ранніх державах на території Негері-Сембілану й суміжних з ним районів. Родичання з оранг-аслі було тоді для малайців необхідною умовою для контролю над територіями. Деякі з тих людей, чиї нащадки сьогодні називають себе малайцями, ймовірно, за походженням були оранг-аслі.
Зі зміцненням малайських держав ситуація стала змінюватись. Поступово поширювались малайська мова і культура, відбувалася асиміляція оранг-аслі, паралельно продовжувався приплив нових груп малайців та інших австронезійських народів з території сучасною Індонезії. Громади оранг-аслі поступово ставали підлеглими малайських султанів, а їх вожді почали отримувати державні титули в обмін на зобов'язання виконувати певні послуги або обов'язки на користь султана.
На початку XV століття правитель Малакки, ймовірно під впливом мусульманських купців з Індії, прийняв іслам. Нова релігія утворила бар'єр між правовірними підданими султана та кафірами (невірними, язичниками), до яких тепер належала основна маса оранг-аслі. Малайці-мусульмани вважали оранг-аслі нижчими за статусом людьми. Корінні жителі країни були цікаві їм лише як постачальники природних ресурсів, провідники й носильники під час подорожей джунглями.
Потужним чинником, що вплинув на долю оранг-аслі, став розвиток работоргівлі в регіоні. Мусульмани, за законами ісламу, не могли бути рабами. Тому зусилля мисливців за невільниками були спрямовані саме на оранг-аслі. Стосовно корінних жителів серед малайців саме в цей час став застосовуватись зневажливий термін сакаї, тобто «раби». До них ставилися як до диких тварин. Султанат Ачех, розташований на півночі острова Суматра, на початку XVI століття споряджав спеціальні експедиції для захоплення рабів на Малайському півострові, а Малакка була найбільшим на той час центром работоргівлі в регіоні. Рейди за рабами в селища оранг-аслі були звичайним явищем й у XVIII та XIX століттях. Захоплювали в рабство переважно жінок та дітей, дорослих чоловіків, які чинили опір, вбивали на місці.
Раби-абді (малай. abdi) формували робочу силу як у містах, так і в домашніх господарствах вождів і султанів. Це могли бути слуги і наложниці багатого хазяїна, раби також виконували важку роботу в торгових портах. Коли згодом такі оранг-аслі звільнялися від рабства, вони вже ставали малайцями. Британська колоніальна адміністрація офіційно заборонила всі форми рабства на Малайському півострові в 1884 році, але на практиці воно продовжувало існувати ще й у 1930-ті роки.
Нова ситуація спонукала багатьох оранг-аслі відступити далі вглиб країни, щоб уникати контактів зі сторонніми. Разом із просуванням малайців вглиб країни оранг-аслі повільно відступали все далі й далі, зосереджуючись переважно в передгір'ях та горах. Вони фрагментувались на невеличкі родові групи, які займали певні екологічні ніші, наприклад, річкову долину, і мали обмежені контакти із сусідами. Тепер вони стали жити в умовах ізоляції. Малайські поселення, як правило, розташовувались на морському узбережжі або уздовж річок, малайці рідко переходили межу джунглів.
Різко скоротилася чисельність оранг-аслі. Це була меншість, яка відкидала асиміляцію й опинилася поза межами основного суспільства. Серед цих груп виявилися не тільки корінні племена Малайського півострова, а й деякі з прийшлих груп оранг-лаутів, які не прийняли ісламу, наприклад канаки або селетари.

### Колоніальні часи
Коли Малайський півострів перейшов у володіння Великої Британії, англійський колоніальний уряд став кваліфікувати малайців як «тубільців» (англ. Natives), а оранг-аслі як «аборигенів» (англ. Aborigines), вважаючи їх підданими малайських правителів. На фактичну автономію громад оранг-аслі у внутрішніх районах країни британці не звертали уваги. Був створений образ аборигенів як беззахисних істот з обмеженим інтелектом, нездатних самостійно вирішувати свою долю. Так був закладений початок політики патерналізму по відношенню до оранг-аслі. Приблизно до 1920 року рейдерство з метою захоплення рабів було зупинене, але в інших питаннях оранг-аслі ігнорувалися британською владою. Певний інтерес до них виявляли лише християнські місіонери, а також антропологи, які бачили в корінному населенні півострова незоране поле своєї діяльності й цікавий об'єкт для досліджень.
В часи британського панування суттєво змінився етнічний характер населення півострова. Розвиток колоніальної економіки викликав значний приплив у країну китайського та індійського населення. Китайські торговці з'явилися й у поселеннях оранг-аслі. Через традиційну антипатію до малайців, корінні жителі були більше схильні до поліпшення відносин з китайцями, яких сприймали як надійних торгових партнерів.
В часи японської окупації Малайського півострова (1941—1945) більшість оранг-аслі сховалася в лісі. Тут у ті часи також мала свої бази й Антияпонська армія народів Малайї (англ. Malayan People's Anti-Japanese Army), що була основною силою антияпонського опору в країні. Ці збройні формування складалися переважно з етнічних китайців, а їх дії координувала Малайська комуністична партія (англ. Malayan Communist Party), яка також складалася головним чином з китайців.
Після закінчення Другої світової війни й капітуляції Японії британці повернулися на Малайський півострів. Комуністична партія безуспішно намагалися отримати вплив на повоєнний уряд, і 1948 року комуністи повернулися в джунглі, щоб розпочати збройне повстання. Колоніальна влада оголосила «Надзвичайну ситуацію» (англ. Emergency) в Малайї, яка тривала з 1948 по 1960 рік. До 1953 року більшість оранг-аслі перебувала під впливом комуністів. Корінні жителі не тільки постачали партизанам харчові продукти, а й виконували для них роль розвідників і провідників. Далося взнаки позитивне ставлення оранг-аслі до китайців, в порівнянні з малайцями.
Уряд Великої Британії зрозумів важливість корінного населення в даній ситуації й почав реалізовувати заходи, спрямовані на вивід оранг-аслі з-під впливу комуністів і заохочення їх до підтримки урядових сил. В стратегічному плані мета полягала в тому, щоб відрізати повстанців від опорних баз і покласти край заколоту. Першим кроком стала реалізація програми переселення оранг-аслі із зон впливу комуністів до так званих «нових сіл», підконтрольних уряду. Така політика виявилася трагічною для корінного населення. Оранг-аслі юрбами переселяли в поспіхом побудовані табори переселення. Сотні людей, відірвані від традиційних земель, померли в цих перенаселених таборах, переважно через психічні депресії та інфекційні захворювання.
Зрозумівши безглуздість і ущербність своїх дій, британська адміністрація змінила тактику. По-перше, в 1950 році був створений Департамент аборигенів (англ. Department of Aborigines), який мав перебрати на себе впровадження державної політики стосовно оранг-аслі. По-друге, британці відмовилися від «нових сіл» і стали створювати так звані «форти в джунглях», розташовані в межах традиційних земель корінних громад. Ці опорні пункти були забезпечені розрахованими на оранг-аслі елементарними медичними установами, школами, пунктами постачання основних споживчих товарів. Згодом форти припинили свою діяльність, а для оранг-аслі стали створювати так звані «зразкові поселення» (англ. Patterned Settlements). До цих поселень, доступних для посадовців Департаменту аборигенів і сил безпеки і все ж близьких до традиційних родових земель корінного населення, переселили ряд громад оранг-аслі. Їх жителів обіцяли забезпечити дерев'яними будинками на палях, а також сучасними зручностями, такими як школи, лікарні й магазини. Вони також мали займатися вирощуванням товарних культур (каучук, пальмова олія) й практикувати тваринництво з тим, щоб мати можливість брати участь в грошовій економіці. Така стратегія виявилася успішною, підтримка повстанців з боку оранг-аслі ослабла.
Врешті була здійснена й спроба законодавчого захисту корінного населення: 1954 року було прийнято Постанову про Аборигенні народи (англ. Aboriginal Peoples Ordinance), яка, з деякими змінами, діє й у наші дні.
Таким чином, обставини Надзвичайного стану вивели оранг-аслі з умов ізоляції, і з цього часу вони стали невід'ємною складовою політичної системи Малайзії.

### Незалежна Малайзія
Незалежніть Малайзії було проголошено 1957 року. На цей час комуністичний заколот переважно був уже придушений, а в 1960 році нова незалежна держава Малайська Федерація оголосила про закінчення Надзвичайного стану.
Незадовго до проголошення незалежності серед оранг-аслі налічувалось близько 20 000 осіб мусульман; після здобуття незалежності більшість із них була визнана малайцями. Решта продовжувала жити у внутрішніх лісових районах і дотримуватись свого традиційного способу життя. Вони залишалися за межами розвитку країни до кінця 1970-х років, утворивши специфічний маргінальний прошарок населення.
Уряд Малайзії зберіг Департамент з аборигенів, але змінив назву на малайську Департамент Оранг-аслі (малай. Jabaton Orang Asli, скорочено JOA), згодом перейменувавши його на Департамент у справах оранг-аслі (малай. Department of Orang Asli Affairs, Jabatan Hal Ehwal Orang Asli, скорочено JHEOA), з 2011 року — Департамент розвитку оранг-аслі (малай. Jabalan Kemajuan Orang Asli, скорочено JAKOA). За ним зберігалися функції управління громадами оранг-аслі, надання їм медичної допомоги, освіти та здійснення економічного розвитку. Залишився в силі й Закон про Аборигенні народи 1954 року, який наділяв JHEOA широкими повноваженнями контролю над оранг-аслі. Втручання держави в життя корінного населення в роки незалежності помітно активізувалося. Спочатку стратегічною метою проголошувалась інтеграція оранг-аслі з малайською частиною суспільства зі збереженням і захистом їх традиційних інституцій, звичаїв та способу життя. Проте на практиці діяльність JHEOA була спрямована на асиміляцію оранг-аслі до складу малайської етнічної групи.
Наприкінці 1960-х років Малайська комуністична партія відновила збройну боротьбу, і розпочалась так звана Друга Надзвичайна ситуація (англ. Second Malayan Emergency, 1968-89). Знову головні бази заколотників розташовувались у внутрішніх лісових районах. Уряд швидко звернув увагу на оранг-аслі як ймовірних союзників повстанців. Було прийняте доцільне у військовому плані рішення про фізичне видалення оранг-аслі з їх традиційного середовища. 1977 року був представлений новий проєкт переселення корінних жителів, тепер це називалося «схемами перегрупування» (англ. Regroupment Schemes, малай. Rancangan Pengumpulan Semula, RPS). Зважаючи на помилки минулого, процес «перегрупування» передбачав водночас і реалізацію програм розвитку, а самі «схеми перегрупування» створювались в межах традиційних земель відповідних громад оранг-аслі або близько до них. Крім надання медичних і освітніх послуг, учасникам схем надавалися в постійне користування земельні ділянки для житлового будівництва і присадибного господарства. Також вони в тій чи іншій формі залучалися до видів діяльності, що приносять дохід, головним чином вирощування товарних сільськогосподарських культур, таких як каучук та олійна пальма.
1980-ті роки були переломними в історії оранг-аслі. Протягом цього десятиліття темпи економічного розвитку Малайзії були найвищими. Широкого розвитку набула заготівля лісу й заміна лісів на плантації, масовими стали зазіхання на традиційні ресурси оранг-аслі. Це серйозно порушило життя більшості корінних громад, вони більше не мали змоги жити за рахунок традиційних методів господарювання.
В цей же період значний вплив на політику уряду отримав ісламський рух, і політика інтеграції оранг-аслі прийняла форму ісламізації. Уряд Малайзії започаткував інституцію ісламського місіонерства (малай. Dakwah), що мала діяти в громадах корінного населення. Були призначені спеціальні посадовці з розвитку громад (малай. Pemaju Masyarakat), у селах оранг-аслі були збудовані громадські приміщення (малай. Balai Raya), що мали мусульманські молитовні зали (малай. Surau). Застосовувалась політика так званої «позитивної дискримінації», коли прийняття ісламу стимулювалося певними преференціями. JHEOA намагався забезпечити новонавернених житлом, водопостачанням та електрикою, транспортними засобами. Їм оплачувалось шкільне навчання, надавалися стипендії для університетського навчання, створювалися кращі можливості в галузі охорони здоров'я, в плані отримання доходів, просування на державній службі.
Політика «позитивної дискримінації» викликала негативну реакцію в громадах оранг-аслі. Багато з них відмовлялося приймати іслам, навіть попри переваги, які надавало їм таке становище. Інші, у відповідь на ситуацію, що склалася, номінально прийняли іслам, але не зробили жодних зусиль, щоб змінити свої релігійні переконання або поведінку.
Скінчилася ізоляція громад оранг-аслі, і вони стали частиною малайзійського суспільства. Сьогодні метою більшості оранг-аслі є стати успішними малайзійськими громадянами, зберігаючи в той же час свою національну самобутність і культуру. Тепер вони дізнаються про події в світі з телебачення, радіо, газет, інтернету. Села оранг-аслі стали відкритішими і доступнішими. Їх жителі отримують від держави послуги в галузі охорони здоров'я й материнства, догляду за дитиною, стоматологічну допомогу, послуги поліції й органів з безпеки, закладів зв'язку та освіти. Деяким з оранг-аслі вдалося здобути вищу освіту, що дозволило їм отримати престижну роботу й кваліфіковані робочі місця. Вони намагаються бути конкурентоспроможними в сучасному суспільстві.
Реакція з боку корінного населення на захоплення їх традиційних земель та ресурсів варіювалися від пригніченого мовчазного сприйняття ситуації і простого політичного лобіювання своїх інтересів до голосних протестів і домагань правового захисту. Знаковим стало створення 1976 року Асоціації Оранг-аслі Півострівної Малайзії (малай. Persatuan Orang Asli Semenanjung Malaysia, скорочено POASM). POASM зміг стати координаційним центром, який інтегрував скарги і потреби громад оранг-аслі. Популярність організації зростала, і в 2011 році вона нараховувала близько 10000 членів.Завдяки діяльності Асоціації оранг-аслі відчули себе згуртованішими, стали помітнішими в суспільстві й заявили про себе як культурно-політичний суб'єкт. 1998 року POASM став колективним членом Мережі корінних народів Малайзії (малай. Jaringan Orang Asal SeMalaysia, скорочено JOAS), неформального об'єднання організацій і рухів корінних народів Сабаху, Сараваку і Півострівної Малайзії. Згодом, на жаль, діяльність POASM поступово згасла. Нішу, що утворилася, зайняла Мережа сіл оранг-аслі Півострівної Малайзії (малай. Jaringan Kampung Orang Asli Semenanjung Malaysia), неофіційне об'єднання оранг-аслі, що виступає на захист прав корінних народів країни, намагається представляти інтереси оранг-аслі перед урядом і широкою громадськістю.
Лідери оранг-аслі намагаються поширити інформацію про свої громади та проблеми, з якими вони стикаються, серед широкої громадськості як у Малайзії, та і за її межами. Потужну допомогу в цьому надає їм створений у 1989 році Центр турботи про оранг-аслі (англ. Center for Orang Asli Concerns, скорочено COAC). На оранг-аслі стали більше звертати уваги після проведення конференції Організації Об'єднаних Націй з навколишнього середовища і розвитку (англ. United Nations Conference on Environment and Development, UNCED) 1992 року, яка глобально змінила погляд у світі на повагу до традиційних знань і прав корінних народів. Певний позитивний вплив мало також оголошення Організацією Об'єднаних Націй 1994—2003 років Міжнародним десятиліттям корінних народів світу.

## Культура

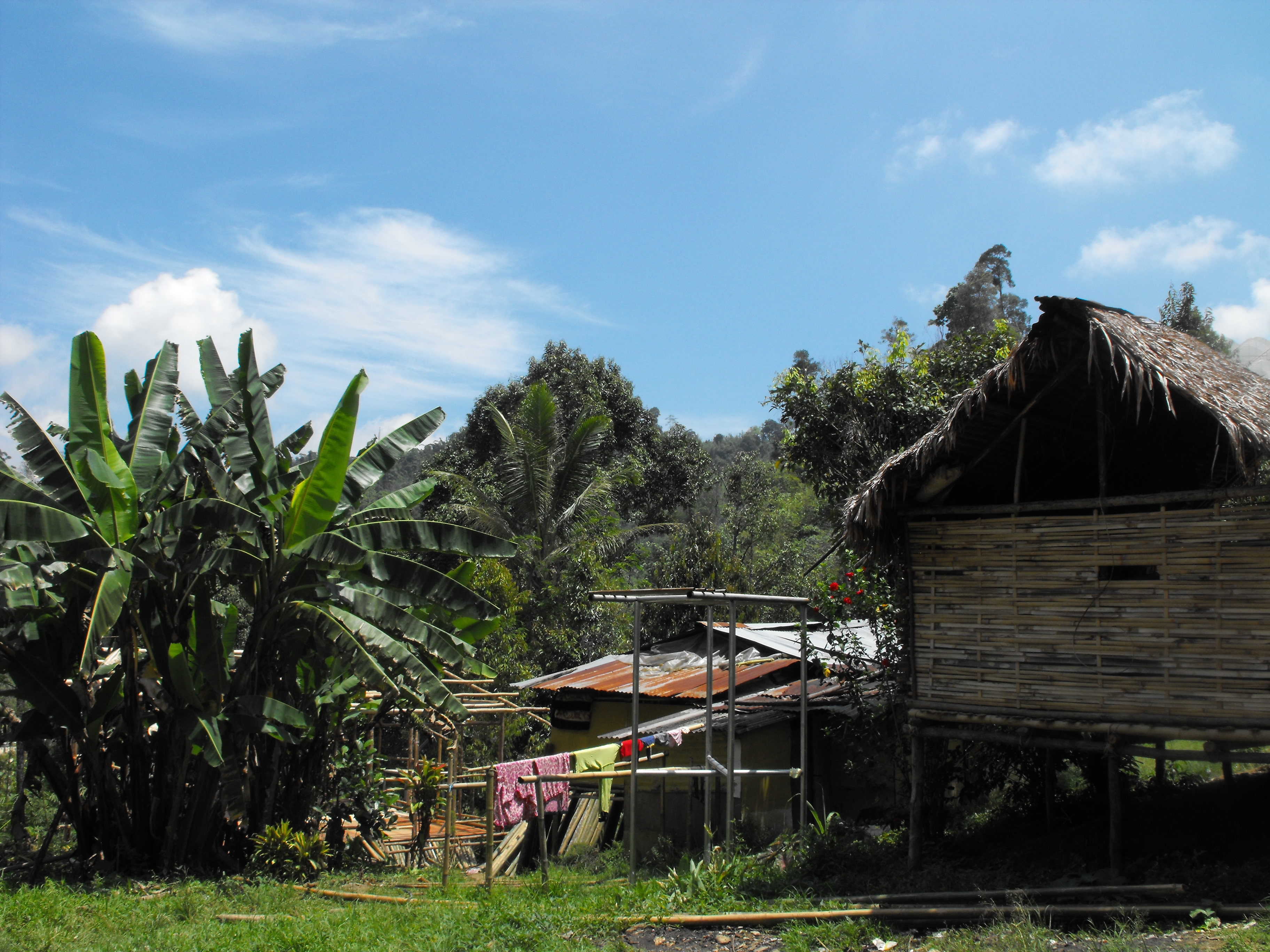
Хатинки в гірському селищі оранг-аслі

Спосіб життя і господарювання окремих груп оранг-аслі помітно різниться між собою. Розрізняють три основні традиції, що існували в минулому: кочових мисливців-збирачів (семанги), осіле населення, що займається підсічно-вогневим землеробством (сеної), та осілі землероби, які додатково збирають лісові продукти на продаж (аборигенні малайці). Кожній із цих традицій відповідає й певна соціальна структура суспільства.
Близько 40 % оранг-аслі, серед них темьяри, чевонги, джагути, семелаї і семок-берійці, продовжують жити серед лісу або поблизу лісових масивів. Тут вони займаються підсічно-вогневим землеробством (вирощують рис на пагорбах), а також мисливством і збиральництвом. Крім того, ці громади продають зібрані дари лісів (петай, дуріан, ротанг, дикий каучук), щоб отримати за них гроші. Прибережні громади (куали, селетари і магмерійці) займаються переважно рибальством і збиранням морепродуктів. Інші, зокрема темуани, джакуни і семаї, постійно займаються землеробством, а тепер ще й мають власні ферми з вирощування каучуку, олійної пальми, какао. Дуже невелика кількість оранг-аслі, особливо серед негритоських груп (наприклад, джегаї та ланоги) досі ведуть напівкочовий спосіб життя і вважають за краще користуватися сезонними щедротами лісу. Чимало оранг-аслі живе в містах, де вони працюють найманими робітниками.
Кочові групи, такі як джегаї й батеки, живуть сім'ями, які час від часу збираються разом у тимчасових таборах, а тоді знову відокремлюються одна від одної, щоб згодом зібратися знову, але вже в новому таборі й у іншому складі. Деякі землеробські групи, наприклад, темьяри, організовані в розширені сім'ї й дрібні групи, пов'язані спільним походженням. Вони простежують своє походження від загального предка як за чоловічою, так і за жіночою лініями. У семангів і сеноїв етнічні групи є політично й соціально егалітарними, кожна людина в громаді є цілком автономною. Якщо вони й мають своїх лідерів, то ті здійснюють лише тимчасову ситуативну владу, яка базується суто на особистому авторитеті певної людини. Такий лідер не має ніяких реальних повноважень. У той же час деякі південні групи, зокрема семелаї, джакуни, темуани, мали в минулому власних спадкових керівників-батинів.
Всі оранг-аслі розглядають свої традиційні території вільними для збиральництва всіма членами громади. У деяких груп окремі сім'ї мають виняткові права на оброблювані ними ділянки для ведення сільського господарства, які вони власними силами розчистили від лісу. Проте коли таке поле покидається й знову заростає лісом, воно повертається у спільну власність всієї громади.
Одна чудова особливість громад оранг-аслі полягає в тому, що вони забороняють будь-яке міжособистісне насильство, як всередині своїх груп, так і у стосунках зі сторонніми. Їх стратегія виживання традиційно полягала в униканні контактів з панівними в країні групами населення, і вони навчають своїх дітей утримуватися від усіх форм насильства.
Правила, що регулюють шлюбні стосунки, розрізняються у різних племен оранг-аслі. У семангів громадські структури адаптовані до їх кочового способу життя мисливців-збирачів. У них заборонено вкладати шлюби і мати інтимні стосунки з кровними або спорідненими через шлюб родичами. Ці правила екзогамії вимагають шукати собі подружжя серед далеких груп, створюючи таким чином широку мережу соціальних зв'язків. Традиція сеноїв пов'язана з практикою підсічно-вогневого землеробства. Їх локальні групи є стабільнішими, ніж у семангів, заборона шлюбів між родичами у них є не такою жорсткою, в результаті родинні зв'язки зосереджені в межах певної річкової долини. Малайська традиція пов'язана з осілим способом життя, тому малайці й аборигенні малайці воліють вкладати шлюби в межах села або певної місцевості, дозволяються шлюби між двоюрідними братами і сестрами. Така практика локальної ендогамії підсилює прихильність людей до власної економічної системи, утримує їх від прийняття інших традицій. Такі відмінності у поглядах на правила вкладання шлюбу дозволяли протягом кількох тисяч років співіснувати поруч і при цьому не змішуватись групам з дуже різним господарським комплексом.
Традиційні релігії оранг-аслі становлять складні системи вірувань і світосприйняття, які надають цим людям поняття про сенс існування світу, сенс людського життя, моральний кодекс поведінки. Вони дозволяють корінним жителям перебувати в постійній гармонії з навколишнім природним середовищем. Більшість оранг-аслі вважають, що Всесвіт складається з трьох світів: небесного верхнього світу, земного середнього світу і підземного нижнього світу. Всі три світи населені різними надприродними істотами (духами, привидами, божествами), які можуть бути як корисними, так і шкідливими для людини. Деякі з цих надлюдських істот індивідуалізовані, мають свої імена й пов'язані з конкретними природними явищами, наприклад, грозою, повінню або визріванням фруктів. Більшість оранг-аслі вірить у бога грому, який карає людей, посилаючи на них страшну грозу. Свої нещастя і хвороби оранг-аслі вважають покаранням з боку надприродних істот за порушення певних табу, які загрожують встановленому природному або громадському порядку, або ж за неповагу до цих істот.
Традиційні ритуали оранг-аслі покликані підтримувати гармонійні стосунки між людьми і надприродними істотами. Духам приносять жертви, хвалять і дякують їм, просять дозволу вбити тварин на полюванні, зрубати дерево, посадити культурні рослини, просять рясних врожаїв дикорослих плодів. Складніші ритуали проводять шамани, багато з яких мають своїх духовних провідників у світі духів. Більшість цих людей впевнені, що заклинання можуть вилікувати хвороби або забезпечити успіх в будь-якій сфері діяльності, як правило, за сприяння надприродних істот. Під час своїх сеансів шаман впадає у транс, і його душа вирушає подорожувати світами, шукає загублені душі хворих людей, зустрічається з надприродними істотами і просить їх про допомогу.
Спосіб життя окремих груп оранг-аслі сформувався протягом багатьох століть, він є результатом вирішення практичних проблем та можливостей, з якими ці люди стикалися в конкретних природних і соціальних умовах. Громади оранг-аслі демонструють, як соціальне життя може бути узгоджене без ієрархічної політичної системи, з дотриманням гендерної рівності, поєднанням тісної співпраці й взаємної допомоги з особистою автономією людини.
Деякі з їх навичок, які оранг-аслі сприймають як само собою зрозуміле, здаються чудовими для західної людини. Енді Хіксон (англ. Andy Hickson) і його мати Сью Дженнінгс (англ. Sue Jennings) після того, як прожили більше року в громаді темьярів, не лише належним чином оцінили соціальні надбання цього народу, а й почали застосовувати їх у своїй практичній діяльності. Енді Хіксон, який працює консультантом в системі освіти, став застосовувати методи взаємодії темьярів у боротьбі з явищем залякування учнів. Терапевт Сью Дженнінгс застосовує аспекти ритуальних традицій темьярів у своїх сеансах групової терапії.

## Статус у суспільстві
Оранг-аслі в Півострівній Малайзії користуються певними правами в силу того, що вони є корінними жителями країни. Це визнається у Федеральній конституції, передбачено Законом про Аборигенні народи (англ. Aboriginal Peoples Act) 1954 року (переглянутий 1974 року) і конкретизовано в Політичній Заяві 1961 року (повна її назва: «Заява про політику з управління справами оранг-аслі Півострівної Малайзії», англ. Statement of Policy Regarding the Administration of the Orang Asli of Peninsula Malaysia). Всі інші законодавчі акти та підзаконні документи базуються на положеннях Закону про Аборигенні народи.
Закон про Аборигенні народи є єдиним законом, який стосується конкретно оранг-аслі. Він визначає й детально розписує терміни і поняття для визнання статусу громад оранг-аслі. Юридично оранг-аслі визначаються як члени аборигенної етнічної групи, що є такими за походженням або були прийняті до громади шляхом адопції, або ж це діти від мішаних шлюбів з аборигенами, за умови, що вони розмовляють мовою аборигенів і дотримуються способу життя, звичаїв і вірувань аборигенів. Збереження традиційного способу життя передбачає резервування земельних ділянок для оранг-аслі, однак вони можуть мати такий статус лише з волі державної влади. Держава в будь-який час може скасувати резервний статус цих земель, і оранг-аслі муситимуть переселитися в інше місце, та ще й в разі такого переміщення держава не зобов'язана виплачувати будь-якої компенсації або виділяти альтернативну ділянку для постраждалих при цьому оранг-аслі.
Очевидною є відмова визнавати оранг-аслі автономними громадами, якими вони були в минулому. Оранг-аслі мають неперевершений «привілей» мати спеціальний департамент для управління ними. Ще за британської адміністрації Закон про Аборигенні народи 1954 року наділив функціями управління з усіх питань, що стосуються оранг-аслі, спеціально створений для цього Департамент аборигенів. За часи незалежності він декілька разів міняв свою назву, але й досі, тепер як JAKOA, продовжує опікуватись корінним населенням Півострівної Малайзії.
Департамент має широкі повноваження, серед яких контроль в'їзду сторонніх осіб в райони проживання оранг-аслі, призначення і звільнення сільських голів (батинів), заборона саджати будь-які специфічні рослини на землях оранг-аслі, видача дозволів на вирубку лісу, збирання лісової продукції, полювання в традиційних районах оранг-аслі, і навіть визначення умов, на яких оранг-аслі можуть найматись на роботу. Призначаючи сільських старост, JAKOA звертає увагу насамперед на знання кандидатом малайської мови та його здатність виконувати вказівки. Останнє слово в усіх питаннях, що стосуються оранг-аслі, належить повноважному державному чиновнику — Генеральному директорові JAKOA. Департамент де-факто є «землевласником» територій оранг-аслі, він також формує загальні рішення громад, і по суті ефективно тримає оранг-аслі в статусі своїх «дітей», діючи як їх державний опікун.
В ряді питань, коли потрібні ефективніші дії, держава діє напряму через галузеві міністерства. Це стосується, зокрема, реалізації програм в галузі освіти, охорони здоров'я й розвитку сільського господарства.
Оранг-аслі не користуються еквівалентними з іншими громадами конституційними правами, а замість цього в усьому залежать від уряду. Вони розглядаються як етнічна група, яка не здатна керувати власними справами та потребує державного втручання для забезпечення їхнього захисту, благополуччя та розвитку. Корінні громади не владні самі визначати власну ідентичність, належність певних осіб до складу громади, ідентифікувати саму громаду (аборигенну групу). Така сильна влада держави не поширюється ні на малайців, ні на тубільців Сабаху й Сараваку.
Передбачені повноваження JAKOA діяти від імені оранг-аслі часто є яблуком розбрату між Департаментом та самими оранг-аслі, і вони незмінно викликають багато прикростей для останніх. Діяльність Департаменту сприймається оранг-аслі з почуттям глибокої недовіри. Співробітниками JAKOA є переважно особи, що не належать до громад оранг-аслі, переважно етнічні малайці. Вони добре не знають звичаїв, культури й проблем оранг-аслі, але вирішують їхню долю. У тих випадках, коли виникає конфлікт між інтересами держави та інтересами оранг-аслі, а це стосується переважно права власності на традиційні землі, JAKOA незмінно займає позицію свого засновника, і ситуація вирішується на користь держави.
Громади оранг-аслі прагнуть самостійно вирішувати свою долю й розпоряджатися своїми землями й традиційними ресурсами, або хоча б брати участь у прийнятті рішень стосовно їх використання. Вони вимагають права самим керувати діяльністю JAKOA. Оранг-аслі прагнуть також мати можливість вільно розвивати свої власні культури, мови і звичаї, підтримувати власні соціальні інституції, передавати народні традиції майбутнім поколінням. У широкому сенсі, вони хочуть повернути своє право на самовизначення, мати можливість розвиватися і прогресувати як особистості й як народ, на основі соціального порядку, який вони самі визначатимуть.
Суттєвою проблемою для оранг-аслі, крім офіційного статусу, є специфічне ставлення до них, що склалося в переважній масі суспільства. Відлунням британської колоніальної епохи є погляд на корінних жителів як неповноцінне населення, людей другого сорту, що не є суб'єктами у суспільстві. Таке ставлення домінує на побутовому рівні й на рівні підсвідомості впливає на долю оранг-аслі.
Попри те, що оранг-аслі цілком відповідають міжнародним визначенням для «корінних народів», їх «тубільність» на національному рівні має особливий зміст. «Корінним народом» у Малайзії ще з колоніальних часів вважаються малайці. Оранг-аслі ж, за місцевими поняттями, — це громади «примітивних» людей, які ніколи не утворювали «ефективної державності» й були залежними від малайської держави. Слід також враховувати саме сприйняття терміну «малаєць» у малайському світі. Тут має значення не походження людини, а її вищий статус у суспільстві в порівнянні з «повністю корінним» населенням, ознаками якого є сповідання ісламу, володіння малайською мовою, дотримання норм малайського суспільства. Побутує також специфічна фраза «стати малайцем» (малай. Masuk Melayu), коли «немалаець» досяг зазначених вимог.
Історичні забобони стосовно оранг-аслі як нижчої й підпорядкованої групи людей зберігаються і в наші дні. Уряд Малайзії ставиться до оранг-аслі як до «бідних двоюрідних братів» малайців, яким потрібно дотримуватися малайського шляху розвитку, щоб бути успішними. Всі дії держави спрямовані на знищення автономії оранг-аслі і включення їх до складу домінуючого «мейнстріму» (англ. Mainstream, основного русла), тобто малайської громади. На практиці це означає керовану асиміляцію оранг-аслі.
Проблема полягає ще й у тому, що малайзійська держава взагалі не визнає оранг-аслі «народом» в тому значенні, як цей термін визначений у документах Організації Об'єднаних Націй. Таке визнання означало б, що оранг-аслі мають право на самовизначення й можуть здійснювати автономію на своїх традиційних територіях. Отже тоді ставитиметься під сумнів право держави здійснювати контроль над землями й ресурсами оранг-аслі. Ця проблема виявляється як в політичній, так і в економічній площині. Визнання оранг-аслі окремим народом (або народами), та ще й корінним народом, ставило б під сумнів легітимність влади етнічних малайців у їх домаганнях на політичне панування в країні в силу своєї тубільності, а саме цей аргумент використовується малайською елітою в обґрунтуванні власних особливих прав і привілеїв на противагу «іммігрантським» китайській та індійській громадам країни. В економічному плані факт визнання прав оранг-аслі на їх традиційні землі та ресурси може стати на заваді реалізації амбітних програм розвитку країни. Тому уряд Малайзії робить все для недопущення будь-якої подоби місцевої автономії оранг-аслі й збереження існуючої ситуації.
Як не дивно, така політика сформувала серед оранг-аслі відчуття власної відмінності, окремішності від решти суспільства. Все частіше оранг-аслі прагнуть відстоювати свою особисту й колективну ідентичність з метою боротьби проти влади «сторонніх», зокрема й держави. На цьому ґрунті у них сформувалося відчуття «тубільності», власного самоствердження на противагу більшості населення країни. «Тубільність» оранг-аслі є їх спробою відстоювати широку політичну автономію. Останнім часом деякі групи оранг-аслі, за підтримки адвокатів-добровольців, домоглися певних успіхів у відстоюванні в судах своїх звичаєвих прав на традиційні землі та ресурси. Вони зажадали компенсації, відповідно до принципів загального права і міжнародних прав корінних народів. Такі рішення даються дуже нелегко, адже відповідачем виступає держава з її важелями законодавчої й виконавчої влади.
На початку 1970-х років уряд Малайзії почав впроваджувати так звану Нову економічну політику (англ. New Economic Policy), в рамках реалізації якої була створена нова категорія населення «буміпутера» (малай. Bumiputera). Вона об'єднує малайців, корінні народи Сабагу й Сараваку та оранг-аслі. На підставі своєї первинної присутності на цій землі буміпутера отримали економічні й політичні переваги над іншими (немісцевими) групами населення. Крім особливих економічних «прав», буміпутера користуються підтримкою з боку держави в плані розвитку їх релігії, культури, мови, перевагами в галузі освіти, при зайнятті посад в уряді й у державних установах. В реальному житті політика «буміпутера» означає політичне домінування малайської громади. Корінні жителі Калімантану й Півострівної Малайзії в практичній площині сприймаються як «нижчі буміпутера», а, що стосується оранг-аслі, то Федеральній конституція навіть не згадує їх під міткою «буміпутера». Статус «буміпутера» має мало значення або користі для більшості оранг-аслі. Вони й надалі залишаються залежною (підопічною) категорією населення.
Оранг-аслі мають рівне з іншими громадянами країни право голосу, беруть участь у загальнонаціональних та місцевих виборах. Крім того, з метою підключення їх до законотворчих процесів у парламенті, починаючи з 1957 року, призначаються п'ять сенаторів з числа оранг-аслі. Проте реального представництва в державних органах оранг-аслі не мають. Ситуація ускладнюється тим, що організацію або особу, яка має право представляти інтереси певної корінної громади, визначає держава. Тому в своїй діяльності такі представники не відображають думки, потреби та прагнення своєї громади, а до того ще й непідзвітні їй. Яскравим прикладом існуючої ситуації є випадок, коли в червні 2001 року один із сенаторів оранг-аслі підійняв у малайзійському Сенаті (малай. Dewan Negara) питання про недоцільність витрачання коштів, які держава спрямовувала на впровадження в шкільне навчання семайської мови.

## Модернізація
З моменту здобуття незалежності в 1957 році уряд Малайзії почав розробку комплексних програм з розвитку громад оранг-аслі. Перший етап, розрахований на період 1954—1978 років, був зосереджений на аспектах безпеки і мав на меті захистити оранг-аслі від впливу комуністів. На другому етапі, який розпочався наприкінці 1970-х років, уряд почав приділяти основну увагу соціально-економічному розвиткові громад оранг-аслі. Мета полягає в тому, щоб «модернізувати» їх економіку, змінивши їх прожитковий спосіб життя на діяльність, спрямовану на ринкову економіку.
У 1980 році держава розпочала створення поселень оранг-аслі за так званими «схемами перегрупування» (малай. Rancangan Pengumpulan Semula, RPS). Всього було створено 17 RPS: 6 в штаті Перак, 7 в штаті Паханг, 3 в штаті Келантан і 1 в штаті Джохор; в них проживало 3 015 сімей. Схема RPS була орієнтована на віддалені та розсіяні поселення й мала організувати сільськогосподарську діяльність оранг-аслі як основне джерело їх існування. Були реалізовані програми із впровадження товарних сільськогосподарських культур, таких як каучукові дерева, олійна пальма, кокосова пальма, фруктові дерева. Ці програми здійснювались головним чином силами двох державних установ: Управління з розвитку малих виробників каучукової промисловості (англ. Rubber Industry Smallholder Development Authority, RISDA) та Федеральний орган з питань консолідації та реабілітації земель (англ. Federal Land Consolidation and Rehabilitation Authority, FELCRA). Кожна сім'я отримала до десяти акрів землі в складі великих плантацій і ще по два акри під житло та присадибну ділянку. Для ведення господарства департамент JHEOA надавав людям інструменти, саджанці, гербіциди та добрива. Оранг-аслі стали отримувати дивіденди від реалізації продукції з цих плантацій, крім того, вони можуть безпосередньо працювати на виробництві й отримувати за це платню.
Жителі сіл за схемами перегрупування були забезпечені житлом, дитячими садочками, електрикою й водопровідною водою, під'їзними шляхами, які зв'язали ці віддалені райони із зовнішнім світом. Кожен RPS має адміністративний центр, школу, поліклініку, магазин і багатофункціональну громадську залу.
Групи збиральників, що лише нещодавно покинули кочовий спосіб життя, також отримували харчові продукти та товари першої необхідності, щоб вони могли існувати, поки дерева не почнуть приносити дохід. Зрозуміло, громади корінного населення болісно сприймали такі зміни, адже вони змушені були відмовлятися від звичного способу життя.
Згодом RPS стали зразком для модернізації економіки оранг-аслі. 1999 року був затверджений і почав реалізовуватись Проєкт реструктуризації села (малай. Penyusunan Semula Kampung, PSK), який передбачає модернізацію базової інфраструктури та комунальних послуг у вже існуючих селах оранг-аслі, жителі яких стали отримувати ті ж самі стимули і пільги, що й учасники RPS. Станом на 2004 рік, проєкт охопив 217 сіл оранг-аслі. 545 сіл оранг-аслі (63 %) були забезпечені електроенергією, а 619 сіл (71 %) отримали водопостачання. Крім того, було збудовано 2910 км сільських доріг, вони забезпечили доступ до 631 (73 %) сіл оранг-аслі. Оранг-аслі почали отримувати право власності на свої землі.
Останнім часом економічний розвиток поширився й у внутрішні райони. Спеціальна програма PROSDET (малай. Program Bersepadu Daerah Terpencil) орієнтована на розвиток населених пунктів, розташованих у віддалених районах і недоступних для будь-яким видів транспортних засобів. Пілотний проєкт за цією схемою здійснюється в селищі Пантос, розташованому в районі Куала-Ліпіс, штат Паханг. Схема охоплює 200 сімей.
Уряд Малайзії прагне викорінити бідність серед своїх громадян, включаючи й громади оранг-аслі. Щоб вони могли конкурувати на ринку праці, уряд вважає важливим навчити оранг-аслі необхідним для цього навичкам. В рамках програм економічного розвитку JAKOA відкриває в громадах оранг-аслі курси з професійної підготовки в галузі рослинництва й догляду за худобою, курси з підприємництва, надає матеріальну допомогу та допомогу устаткуванням для відкриття корінними жителями власного бізнесу (продовольчі магазини, ресторани, майстерні з ремонту автомобілів, інтернет-кафе, підприємства будівельної галузі, рибальство, вирощування картоплі, лайму, розведення тиляпії, домашньої птиці, кіз тощо), виділяє кошти на будівництво приміщень під торгові площі, де підприємці оранг-аслі могли б реалізовувати свою продукцію. JAKOA займається організацією тренінгів і розробкою програм з професійної підготовки оранг-аслі (малай. Program Latihan Kemahiran & Kerjaya, PLKK). Окрім того, члени громад оранг-аслі можуть користуватися коштами Кредитної спілки Буміпутера (малай. Amanah Saham Bumiputera).
Значна увага приділяється також налагодженню дружніх стосунків і взаєморозуміння між урядовими структурами та громадами оранг-аслі.
JAKOA/JHEOA впровадив серед громад оранг-аслі трирівневу освітню програму, спрямовану на підготовку дітей оранг-аслі до інтеграції в національну систему освіти. У кожному селі оранг-аслі діти проходять три роки навчання на першому рівні, далі протягом 6 років вони продовжують навчання в школах другого рівня, розташованих у великих громадах оранг-аслі. По закінченні шостого класу вони складають іспити й можуть перейти навчатися до нормальних державних середніх шкіл, розташованих в довколишніх сільських або міських районах.
Довгий час освіта не вважалася особливо важливою функцією для JHEOA, стандарти навчання були дуже низькими, а інфраструктура і засоби навчання для оранг-аслі явно недостатніми. Все це викликало аномально високий рівень відсіву на початковому і середньому ступенях освіти. Починаючи з 1995 року, однак, відповідальність за освіту корінного населення було передано Міністерству освіти, всі школи оранг-аслі мали остаточно перейти до Міністерства до 2001 року. Можна стверджувати, що це є позитивним кроком. Була введена система освіти з використанням національного навчального плану за зразком малайських шкіл.
Освіта є однією з головних програм розвитку оранг-аслі, оскільки вона може призвести до соціальних та економічних змін у бік підвищення якості життя. Урядові зусилля з модернізації оранг-аслі зосереджуються насамперед на підлітках, як на схильнішій до змін категорії населення. Йдеться не лише про загальну освіту, а й про організацію різноманітних курсів, тренінгів, навчальних поїздок тощо, спрямованих на зміну уявлень і настроїв серед молоді оранг-аслі. Вони повинні отримувати нові знання та досвід, що дозволить їм рухатися вперед, як це роблять інші громади в країні. Виділяються кошти, спрямовані на виплату стипендій учням з числа оранг-аслі.
В рамках реалізації програм з охорони здоров'я в селах оранг-аслі було відкрито 125 лікувальних закладів. Функціонаує лікарня в Гомбаці (малай. Gombak), спеціально створена для потреб оранг-аслі. 2003 року вона була модернізована, забезпечена новою медичною технікою та додатково 166 ліжками. Крім того для корінного населення було збудовано 10 інших лікарень і 20 транзитних центрів. Для покращення обізнаності населення та запобігання розповсюдженню інфекційних захворювань проводиться вакцинація та щеплення, лекції з питань здоров'я та харчування сім'ї. Проте, як свідчать статистичні дані, показники стану здоров'я в громадах оранг-аслі лишаються низькими.

## Соціально-економічне становище
Оранг-аслі належать до найбідніших верств населення Малайзії. 50,9 % їх домогосподарств, за даними ПРООН, 2007 року жило в умовах бідності (англ. poverty), а 15,4 % за межею бідності (англ. hardcore poverty). Ці цифри сильно контрастують із загальнонаціональними показниками 7,5 % і 1,4 % відповідно.
Інші показники також свідчать про низьку якість життя оранг-аслі. На це, зокрема, вказує відсутність у багатьох сім'ях елементарних зручностей (водопровід, туалет, часто й електрика). Так у 1997 році, за даними Департаменту статистики Малайзії, лише 47,5 % домогосподарств оранг-аслі мали певну форму водопостачання, як у приміщенні, так і на подвір'ї, причому 3,9 % для забезпечення своїх потреб у воді залежали лише від річок, струмків та свердловин. Туалетів, як базової зручності, бракувало в 43,7 % житлових одиниць оранг-аслі, тоді як загалом для Півострівної Малайзії цей показник становив лише 3 %. Для освітлення своїх будинків 51,8 % домогосподарств оранг-аслі використовували гасові лампи (малай. Pelita).
Іншим показником низьких статків є відсутність у багатьох сім'ях оранг-аслі побутових предметів, які можуть свідчити про стан їх добробуту: холодильники, радіо, телевізори, велосипеди, мотоцикли, автомобілі тощо. За тими ж даними Департаменту статистики, у 1997 році майже чверть (22,2 %) всіх домогосподарств оранг-аслі не мали жодного з цих предметів побутового призначення. Лише 35 % домогосподарств оранг-аслі в сільських населених пунктах мали мотоцикли, які є тут важливим транспортним засобом.
У той же час існує велика різниця в забезпеченості між домогосподарствами оранг-аслі в містах та приміській зоні і домогосподарствами, розташованими у сільській місцевості, а тим більше — у віддалених лісових районах. Насправді існує дуже невелика різниця між часткою у користуванні предметами домашнього вжитку між міськими домогосподарствами оранг-аслі та рештою населення Півострівний Малайзії. Інша справа — поселення оранг-аслі, розташовані у джунглях. Вони позбавлені доріг та інших об'єктів інфраструктури, тут існують серйозні проблеми із забезпеченням закладами медичної допомоги та початкової освіти, а також забезпеченням цих закладів спеціалістами потрібного рівня.
Уряд бачить такі причини проблем бідності громад оранг-аслі: надмірна залежність від збиральництва, проживання у віддалених та недоступних районах, низька самооцінка та ізоляція від інших громад, низький рівень освіти, низький рівень грошових заощаджень або взагалі їх відсутність, нестача навичок праці в галузі сучасної зайнятості, відсутність власності на землю, надмірна залежність від державної допомоги.
Традиційні землі та ресурси протягом багатьох століть були для оранг-аслі їх єдиним джерелом засобів для існування. Більшість оранг-аслі й зараз підтримує тісний фізичний, культурний і духовний зв'язок з навколишнім середовищем у традиційних районах проживання. Переселення в інші райони в рамках реалізації програм розвитку позбавляє їх цього зв'язку й змушує адаптуватися до нових умов життя. Привласнення традиційних земель оранг-аслі державою та приватними особами й компаніями, вирубування лісів, створення каучукових плантацій та плантацій олійної пальми, розвиток туризму руйнують основи традиційного господарства корінного населення. Це змушує багатьох з цих людей перейти на осілий спосіб життя у селах або в міських районах. Втрата традиційних земель стає для них пасткою, що веде їх у злидні. Корінні народи стикаються з численними проблемами, серед яких економічні труднощі, пов'язані з потребою в адаптації до нових умов життя, дискримінація з боку малайців та інших груп населення.
За роки незалежності в Малайзії мало місце помітне поліпшення в забезпеченні оранг-аслі медичною допомогою й доступності для них лікувально-профілактичних закладів. Однак, все ще лишається багато проблем. Низькими в порівнянні з іншими громадами залишаються стандарти охорони здоров'я серед громад оранг-аслі. Більше за інших вони зазнають впливу різних інфекційних захворювань, таких як туберкульоз, малярія, черевний тиф тощо. Нагальною серед оранг-аслі є й проблема недоїдання. Доступ до інформації про стан здоров'я жителів віддалених поселень та наявність там медичних закладів взагалі обмежений.
Через відсутність належної освіти оранг-аслі не можуть бути конкурентоспроможними в широкому суспільстві. Це приводить їх до надмірної залежності від допомоги з боку JAKOA.
У той же час, загальний високий рівень бідності серед громад оранг-аслі не зупинив зростання числа бізнесменів з їх середовища, так званих оранг-аслі-бару (малай. Orang Asli Baru). Налагодивши добрі стосунки із владою та в силу своєї належності до корінного населення, вони змогли значно поліпшили своє економічне становище за рахунок власних громад. Проєкти, які вони реалізують, пов'язані переважно з розробкою лісу або з розвитком громад оранг-аслі.